# 雲紋裸胸鱔
雲紋裸胸鱔，又名雲紋裸胸鱔、錢鰻、薯鰻、虎鰻，為輻鰭魚綱鰻鱺目鯙亞目鯙科的其中一種。

## 分布
本魚分布於印度太平洋區，包括馬達加斯加、模里西斯、留尼旺、聖誕島、越南、台灣、日本、印尼、澳洲、新喀里多尼亞、夏威夷群島、薩摩亞群島、法屬波里尼西亞、東加等海域。

## 深度
水深0至200公尺。

## 特徵
本魚體呈蛇狀，口大具利齒，表皮厚且光滑無鱗片，能分泌黏液。體色變化頗大，從黃褐色至黑褐色都有，布滿塊狀或樹枝狀斑，嘴角黑色。無胸鰭，尾部側扁，體長可達40公分。

## 生態
本魚性情兇猛，常躲藏於珊瑚礁穴或岩縫中，尾布捲縮在洞內只露出頭部，嗅覺靈敏但視力不佳，具領域性，游泳力不強。屬肉食性，以小魚為食。

## 經濟利用
本魚可養在水族箱作觀賞魚，另亦可食用。